# Symphonia (crambídeos)
Symphonia (Crambidae) é um gênero de mariposa pertencente à família Crambidae.